# 中西千枝子
中西 千枝子（なかにし ちえこ、現姓：濱田、1966年8月24日 - ）は、日本の元女子バレーボール選手。

## 来歴
福岡県遠賀郡芦屋町出身。博多女子商業高等学校から1985年にユニチカに入社。
1989年に全日本に初選出されると、1992年バルセロナオリンピックには中田久美の控えセッターとして出場した。
1996年に全日本の主将としてアトランタオリンピックに出場した。
1997年に現役を引退後、2000年までユニチカのコーチを務めた。
2018年に飯塚高等学校女子バレーボール部コーチに就任し、現在は監督を務めている。

## 人物
- 夫はブレス浜松監督の濱田義弘。
- ニックネームはピット。博多女子商高1年時にセッターとして九州大会優勝に導き、監督から「勝利のキューピッド」と称されたことが由来。現在指導をしているバレーボール部員からも「ピットさん」と呼ばれている[1]。

## 球歴
- 全日本代表 - 1989年-1996年
- 全日本代表としての主な国際大会出場歴
  - オリンピック - 1992年、1996年
  - ワールドカップ - 1989年、1991年、1995年

## 受賞歴
- 1988年 - 第22回日本リーグ 敢闘賞、ベスト6
- 1989年 - 第23回日本リーグ ベスト6
- 1991年 - 第25回日本リーグ レシーブ賞
- 1992年 - 第26回日本リーグ 敢闘賞、レシーブ賞、ベスト6
- 1993年 - 第27回日本リーグ レシーブ賞、ベスト6
- 1994年 - 第1回Vリーグ 敢闘賞、レシーブ賞、ベスト6
- 1995年 - 第2回Vリーグ ベスト6
- 2007年 - Vリーグ栄誉賞（個人賞8回以上受賞）

## 所属チーム
- 博多女子商業高等学校
- ユニチカ・フェニックス（1985-1997年）

## 著書
- 小さな選手の大きな夢（イースト・プレス） ISBN 4872571304